# Gulstrupig vireo
Gulstrupig vireo (Vireo flavifrons) är en liten amerikansk sångfågel i familjen vireor.

## Utseende
Gulstrupig vireo är en medelstor vireo, 13–15 centimeter lång. Adulta fåglar är huvudsakligen olivgröna på huvudet och överdelen, med gul strupe och vit buk. Den har mörka ögon med gul orbitalring. Stjärten är mörk och likaså vingarna som har vita vingband. Både benen och näbben är blågrå och kraftiga.

## Utbredning
Gulstrupig vireo är en flyttfågel som häckar i sydöstra Kanada och östra USA. Den har sina vinterkvarter i södra USA, Mexiko och Centralamerika så långt söderut som Venezuela och Västindien.
Fågeln är en mycket sällsynt besökare i Västeuropa. Fågeln har påträffats i Storbritannien 1990 och 2008, i Tyskland 1998 samt vid fem tillfällen i Azorerna.

## Systematik
Arten är monotypisk och delas inte upp i några underarter. DNA-studier visar att den av de nordamerikanska vireorna står närmast en närbesläktad grupp med västvireo, blygrå vireo och glasögonvireo.

## Ekologi
Gulstrupig vireo häckar i olika typer av uppvuxna lövfällande skogar och blandskogar. Även om den håller sig till skogsbryn är den starkt beroende av relativt stora skogsområde för att kunna häcka framgångsrikt. I nordöstra USA minskar antalet markant i skogar som är mindre än 100 hektar.
Fågeln är en insektsätare som födosöker högt upp i trädkronorna men den äter även bär, speciellt innan flytten och under vintern när de emellanåt ses äta frukter av Bursera simaruba.
Dess bo är ett tjockt skålformat bo som den placerar i en grenklyka. Honan lägger tre till fem gräddvita ägg.

## Status och hot
Arten har ett stort utbredningsområde och en stor population, och tros öka i antal. Utifrån dessa kriterier kategoriserar IUCN arten som livskraftig (LC). Världspopulationen uppskattas till 3,5 miljoner vuxna individer.